# Гостинне (Сумський район)
Гости́нне —  село в Україні, у Миколаївській селищній громаді Сумського району Сумської області. Населення становить 108 осіб. До 2016 орган місцевого самоврядування - Миколаївська селищна рада.

## Географія
Село Гостинне розташоване на правому березі річки Вир, вище за течією на відстані 1 км розташоване селище Миколаївка, нижче за течією примикає село Самара, на протилежному березі - село Пащенкове.
Поруч пролягає залізнична гілка Жовтневе - Амбари.

## Назва
На території України 3 населених пункти із назвою Гостинне.

## Історія
- Село постраждало внаслідок геноциду українського народу, проведеного урядом СССР 1923-1933 та 1946-1947 роках.
- 12 червня 2020 року, відповідно до розпорядження Кабінету Міністрів України № 723-р «Про визначення адміністративних центрів та затвердження територій територіальних громад Сумської області», село увійшло до складу Миколаївської селищної громади[1].
- 19 липня 2020 року, в результаті адміністративно-територіальної реформи та ліквідації Білопільського району, село увійшло до складу новоутвореного Сумського району[2].